# Bogdán Jmelnitski

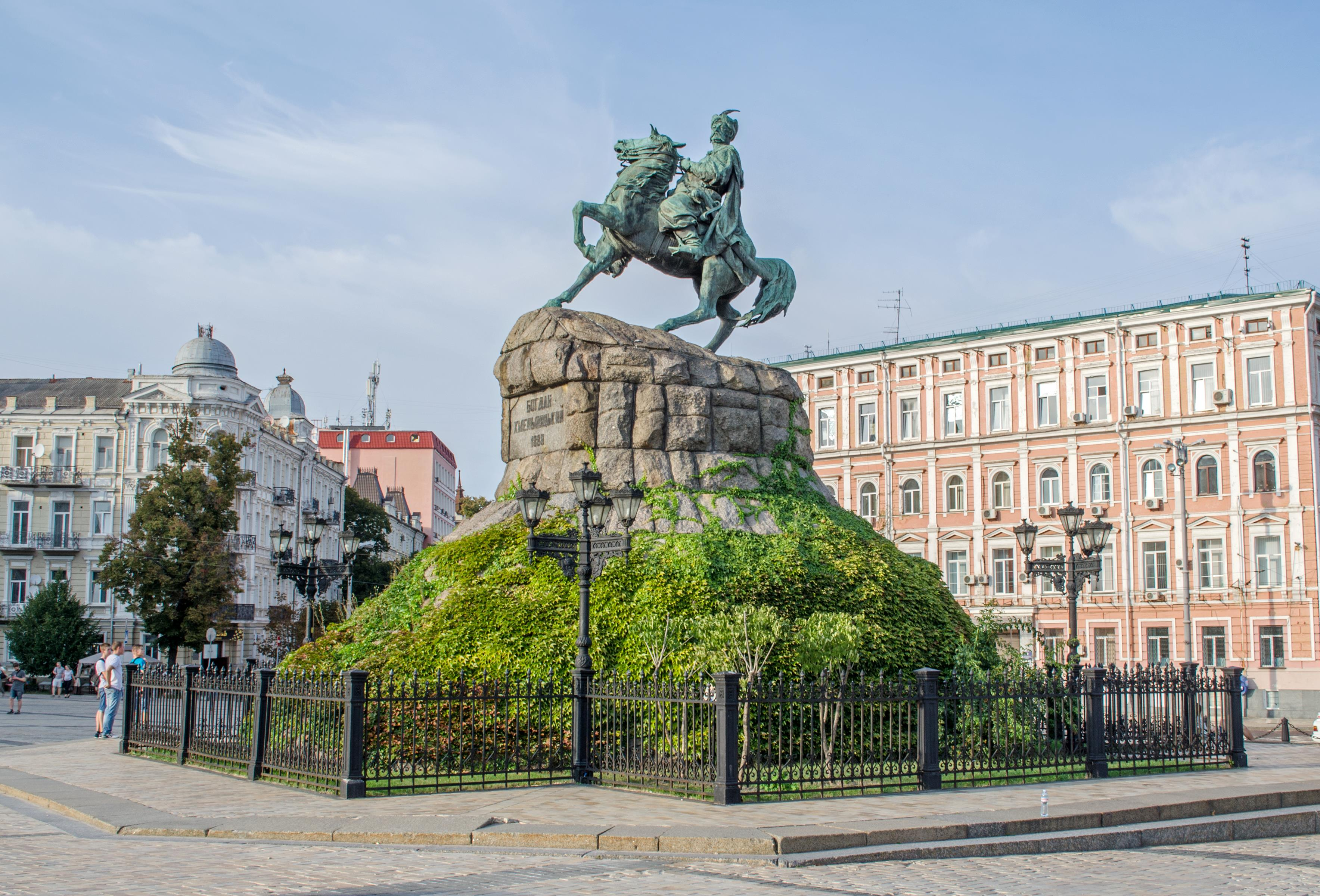
Monumento a Bohdán Jmelnitski en Kiev

Bogdán Jmelnitski (en ucraniano: Богдан Зиновій Михайлович Хмельницький, Bohdán Zynovi Myjáilovych Jmelnytsky) (27 de diciembre de 1595 [6 de enero de 1596], Súbotiv - 27 de julio [6 de agosto] de 1657, Chiguirín - Hetmanato cosaco, actual Ucrania) fue un hetman de los cosacos de Zaporiyia en el Hetmanato cosaco. Lideró el levantamiento de 1648 contra la szlachta, la alta nobleza de la Mancomunidad Polaco-Lituana, con el objetivo de alejar a los cosacos de la influencia polaca. En 1654, firmó el Tratado de Pereyáslav con el zar Alejo I de Rusia, lo que condujo a la incorporación cosaca al Zarato moscovita. Es Héroe nacional de Ucrania y una de las figuras centrales del nacionalismo ucraniano.

## Orígenes y primeras actividades
Nacido en torno al 1595, provenía de una familia de la baja nobleza ortodoxa.
Su padre, Myjailo Jmelnytsky, era el vicestárosta de Chiguirín, que estaba al servicio del Hetman de la corona Stanisław Żółkiewski, y luego de su yerno Jan Daniłowicz y, en 1620, participó en la campaña de Żółkiewski en el  Principado de Moldavia y murió en la batalla contra los turcos cerca de Țuțora. Su madre era hija de Bohdán Ruzhynsky, un noble y hetman del ejército cosaco registrado, Su abuelo materno, participó de campañas en Crimea, Trebisonda, Sinope, las afueras de Constantinopla y Kiliyá.
Comenzó sus estudios en la escuela fraternal de Kiev y, después de graduarse, ingresó en el Colegio Jesuita en Jarosław, y luego en Lvov, entre 1609 y 1616. Habiendo dominado el arte de la retórica y la composición, además de dominar el polaco y el latín, no se convirtió al catolicismo y permaneció fiel a la fe de su padre (es decir, cristianismo ortodoxo). Más tarde escribiría que los jesuitas católicos no pudieron llegar a lo más profundo de su alma. Según él, no le resultó difícil dejar de lado sus sermones y permanecer fiel a su fe nativa. Visitó muchos países europeos.
Al regresar a su tierra natal, participó de la guerra polaco-otomana de 1620-1621, durante la cual, en la Batalla de Țuțora (17 de septiembre  - 7 de octubre de 1620), su padre murió y él mismo fue capturado. Después de eso, fue vendido como esclavo en el mercado de esclavos de la ciudad de Kiliyá (situada en el territorio del actual óblast de Odesa de Ucrania). Durante los dos años de esclavitud en una galera turca, aprendió los idiomas turco y tártaro, hasta que sus familiares lo rescataron. Al regresar a Súbotiv, se inscribió en los cosacos registrados.
Desde finales de 1623, comenzó a participar activamente en las campañas marítimas de los cosacos contra las ciudades turcas (la culminación de este período fue 1629, cuando los cosacos lograron capturar las afueras de Constantinopla). Después de una larga estancia en la Sich de Zaporiyia, regresó a Chiguirín, donde se casó con Anna Somkivna (Hanna Somkó) y recibió el rango de Centurión del Regimiento Cosaco de Chiguirín.
Después que Vladislao IV de Polonia ascendió al trono (8 de noviembre de 1632) y comenzó la guerra entre la República de las Dos Naciones y el Zarato moscovita (Guerra de Smolensk (1632-1634)), Jmelnitski participó, en 1634, en las batallas cerca de Smolensk, que fue asediada por tropas rusas entre diciembre de 1632 y octubre de 1633.
Excepto por la mención como secretario general de los cosacos rebeldes, durante el levantamiento de Pavlyuk, su nombre no se mencionó en otros informes de los levantamientos cosacos contra Polonia que tuvieron lugar en 1630 y 1638.
En 1646, el Rey Vladislao IV de Polonia decidió iniciar una guerra el Imperio Otomano sin el consentimiento del Sejm y comenzó a buscar el apoyo de los ancianos cosacos: Ilyash Karaímovych, Iván Barabash y Jmelnitski (en ese momento era un secretario militar) y para ello, escribió una carta con una serie de promesas en favor de los cosacos. Sin embargo, al enterarse de las negociaciones entre el Rey y los cosacos, el Sejm se opuso a ellas y el Rey se vio obligado a no cumplir sus promesas. Este incumplimiento de las promesas fue el argumento utilizado por Jmelnitski para desencadenar el levantamiento.

## Revuelta
Jmelnitski tenía una pequeña propiedad en Súbotiv (llamado así por el río Suba), cerca de Chiguirín. Aprovechando su ausencia, el anciano polaco Daniel Czapliński (en), que era un rival de Jmelnitski, atacó su granja, la saqueó, llevó a la mujer Helena Czaplińska (en), con quien Jmelnitski vivió después de la muerte de su primera esposa (Anna Somkivna), y se casó con ella según en la Iglesia Católica.
Tras conocer los hechos, Jmelnitski comenzó a buscar represalias en los tribunales, pero allí solo respondieron con burla, indemnizándolo solo con 100 piezas de oro (según los historiadores, el monto del daño fue de más de 2 mil piezas de oro). Luego se dirigió al rey, quien, sintiéndose impotente ante el Sejm (Parlamento polaco), se sorprendió de que los cosacos, con sables en el cinturón, no defendieran sus propios privilegios. Además, por intentar "conseguir la verdad", Jmelnitski fue acusado de conspiración y encarcelado por las autoridades locales polacas, de donde pudo ser liberado sólo gracias a la intercesión de Iván Barabash.
A principios de febrero de 1648, un grupo de cosacos liderados por Jmelnitski llegó a la Sich de Zaporiyia, lo que no despertó sospechas entre la administración local, ya que se trataba de un hecho habitual. Habiendo reunido a los cosacos a su alrededor en la Isla de Tomakivka, que estaba ubicada a lo largo del río Dniéper, 60 km al sur de la Isla de Jórtitsia.
Después de eso, Jmelnitski decidió ir a la Sich de Mykytyne (uk) (cerca de la moderna Níkopol), donde, desde 1638 se había instalado una guarnición del ejército de la corona polaca. El destacamento de Jmelnitski derrotó a la guarnición polaca y obligó a Stanislav Yursky, el coronel registrado en  Cherkasy, a huir. Entonces, los cosacos registrados de la guarnición se unieron al destacamento de Jmelnitski.
Para conquistar el apoyo de İslâm III Giray, entonces el Kan de Crimea, Jmelnitski le envió sus embajadores, quienes le informaron sobre los planes del Rey Vladislao IV de Polonia de atacar Crimea con los cosacos.
El Kan dio una respuesta evasiva: sin declarar formalmente la guerra a Polonia, ordenó a Mirza Tugay Bey (en), entonces el Bey de Perekop, enviara tropas para apoyar Jmelnitski. El 18 de abril de 1648, Jmelnitski regresó a la Sich de Zaporiyia y describió los resultados de su viaje a Crimea. Los coroneles y el capataz de Sich de Zaporiyia lo recibieron con entusiasmo y los cosacos lo eligieron jefe del Ejército de Zaporiyia.

### Batalla de Aguas Amarillas

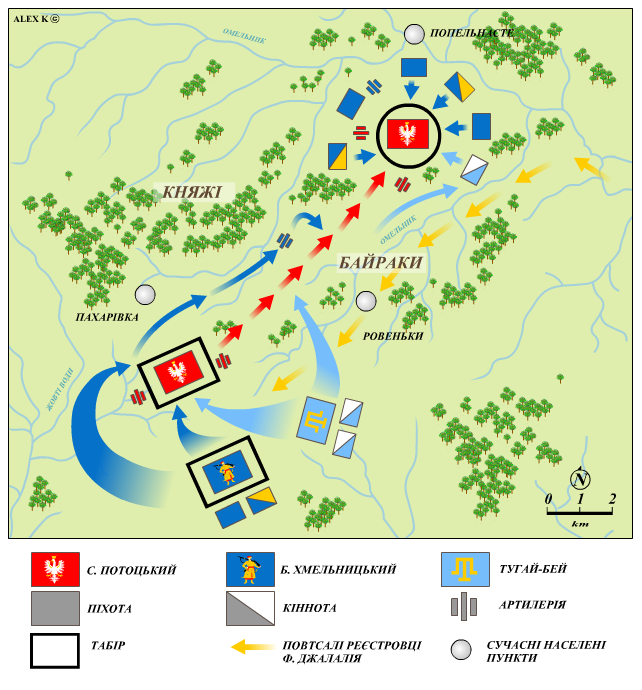
Batalla de Aguas Amarillas (5-8 de mayo de 1648)

El 22 de abril de 1648, el ejército cosaco de cuatro mil hombres dirigido por Jmelnitski partió de la Sich de Zaporiyia y marchó en dirección noroeste. Detrás de él, a cierta distancia, iba Mirza Tugay Bey con tres mil tártaros de Crimea. Por otro lado, Mikołaj Potocki (en), el comandante de las tropas enviadas por el Rey polaco, envió 4 regimientos de cosacos registrados en botes por el río Dniéper y agregó dos más al destacamento de "cuarzo", que partió de Kryliv para encontrarse con los rebeldes. El liderazgo general de estos destacamentos de 5 a 6 mil personas debía estar a cargo de Stefan Potocki (en), el hijo de Mikołaj Potocki, de 20 años.
Mientras tanto, el resto de las tropas polacas, al mando de Stefan Potocki y Martin Kalinovsky, permanecieron en el campo entre Cherkasy y Korsun, esperando refuerzos.
Habiendo pasado por alto la Fortaleza de Kodak, donde se encontraba la guarnición polaca, Jmelnitski se dirigió a la desembocadura del río Tiasmyn y acampó en el afluente Zhovti Vody, que desemboca en Tiasmyn (en la actual óblast de Dnipropetrovsk).
Algún tiempo después, llegaron allí también los polacos, bajo el mando del joven Stefan Potocki, un total de cinco mil personas y ocho cañones. Los polacos esperaban refuerzos de dos regimientos de cosacos registrados que descendían en barco por el río Dniéper, pero mataron a sus comandantes y se pasaron al lado de Jmelnitski. Se firmó una tregua y los polacos entregaron su artillería a Jmelnitski a cambio de rehenes: los coroneles cosacos Myjailo Krysa y Maksym Kryvonís.
Luego los cosacos atacaron engañosamente el campamento polaco y los coroneles cosacos retenidos como rehenes exigieron caballos para detener la “ofensiva”. Tan pronto como les dieron caballos, galoparon hacia los rebeldes para supuestamente "detenerlos", pero en realidad huyeron.
Después de que Jmelnitski capturó la artillería, la posición del ejército polaco se volvió desesperada. Los polacos intentaron transmitir información sobre su difícil situación al ejército principal, que se encontraba cerca de Korsun, de muchas maneras: incluso hubo un intento de transmitir una nota con un perro especialmente entrenado, pero todos los esfuerzos fueron infructuosos.
Después de que los cosacos registrados se pasaron al lado de Jmelnitski, el ejército polaco tuvo una escasez de infantería y no pudo defenderse.
El 5 de mayo, después de una serie de ataques tártaros-cosacos al campamento, se decidió retirarse, cercando los flancos con hileras de carros, pero cerca del tramo de Knyazhie Bairaki en el tramo superior del río Dniéper Kamenka, los cosacos y los tártaros prepararon una emboscada (la ruta de retirada estaba excavada con trincheras) y los polacos en retirada fueron completamente derrotados. Stefan Potocki fue herido de muerte, otros comandantes fueron capturados y enviados como prisioneros a Chiguirín.
     

### Batalla de Korsun
(15-16 (25-26) de mayo de 1648) 
Tras la victoria en Aguas Amarillas, las tropas dirigidas por Jmelnitski se dirigieron a Korsun, donde estaba estacionado el ejército polaco, bajo el mando de los grandes hetmanes de la corona Marcin Kalinowski y Mikołaj Potocki. El 15 de mayo, los cosacos se acercaron a Korsun casi al mismo tiempo que los comandantes polacos recibieron la noticia de la derrota de los polacos en Zhovti Vody (Aguas Amarillas) y aún no sabían qué hacer.
Jmelnitski envió a los polacos el cosaco Mykyta Halahán, quien, habiéndose entregado en cautiverio, se ofreció a los polacos como guía, los condujo a la espesura del bosque o que dio a Jmelnitski la oportunidad de destruir fácilmente el destacamento polaco.
Según Natalia Yakovenko:
Después de la victoria en Zhovti Vody, los cosacos se apresuraron hacia el norte, donde ambos hetmanes tenían su cuartel general en la margen izquierda del río Ros, cerca de Korsun. El 25 de mayo, un destacamento de liderado por Maksym Kryvonís y los tártaros liderados por Mirza Tugay Bey lograron entrar por la retaguardia del ejército de la corona. Los rodeados decidieron hacer un gran avance. Sin embargo, los espías informaron a Jmelnitski de sus planes. El destacamento de Kryvonís excavó una ruta de retirada en Gorójovaya Balka, en la vía Boguslavsky. Allí es donde tuvo lugar la batalla. Potocki luchó valientemente como un soldado común, recibió tres golpes de sable y Kalinowski fue herido de bala en el brazo y de un sable tártaro en la cabeza. Unas horas más tarde terminó la batalla, la mayoría de los polacos murieron, los tártaros capturaron a los supervivientes.
Casi todo el ejército de la corona (cuarzo) de Polonia murió: más de 20 mil personas. Potocki y Kalinowski fueron capturados y entregados, como recompensa, a Mirza Tugay Bey. Según la leyenda, los hétmanes polacos capturados le preguntaron a Jmelnitski cómo pagaría a los "caballeros nobles", es decir, a los tártaros, e insinuaron que tendrían que ceder parte de Ucrania para el botín, a lo que Jmelnitski respondió: "Pagaré con tú."
Inmediatamente después de estas victorias, las fuerzas principales de los tártaros de Crimea, lideradas por el Kan İslâm III Giray, llegaron a Ucrania. Como no había nadie con quien luchar, se celebró un desfile conjunto en Bila Tserkva y la horda regresó a Crimea con un enorme botín y miles de yasyr.
En Bila Tserkva, Jmelnitski publicó un documento en el cual declaraba su devoción al Rey Vladislav, acusaba a los nobles polacos y declaraba su disposición a luchar por los derechos y libertades de los cosacos y la fe ortodoxa.  

### Batalla de Pýliavtsi
La noticia de estas victorias avivó la rebelión, que se extendió por toda la región. Miles de voluntarios se unieron a sus fuerzas y se formaron bandas acaudilladas por notables locales que cometieron atrocidades contra polacos y judíos. Los rebeldes saqueaban las iglesias católicas. Los magnates polacos, que contaban con huestes propias, emprendieron la retirada al oeste, marcha a la que se unieron polacos, judíos, sacerdotes católicos y miembros de la baja nobleza polaca de la región. En su marcha, las bandas armadas de los nobles cometieron también tropelías contra los rutenos.
Después de la derrota de las tropas polacas cerca de Zhovti Vody (Aguas Amarillas) y Korsun, en la que el ejército polaco en tiempos de paz fue completamente destruido y ambos hetmanes fueron capturados, el gobierno polaco entabló negociaciones con Jmelnitski, al mismo tiempo que reunía un ejército contra él. En agosto, las negociaciones dirigidas por Adán Kisel llegaron a un callejón sin salida y ambas partes comenzaron a prepararse para una batalla decisiva. En ese momento, estalló un levantamiento popular en toda Ucrania y Jeremi Wiśniowiecki (en), el mayor magnate de Volinia, por iniciativa propia, reunió fuerzas que comenzaron a reprimir el levantamiento de Jmelnitski.
Desde el 9 de junio, el ejército de la corona de la República de las Dos Naciones, fue dirigido por un triunvirato formado por tres regimientos (comandantes en jefe temporales): el príncipe Władysław Dominik Zasławski (en); Aleksander Koniecpolski (en) y el Mariscal Mikołaj Ostroróg (en). El ejército de la nobleza se reunió cerca de Lvov y luego se trasladó a Starokostiantýniv (óblast de Jmelnitski).
Los regimientos de Jmelnitski marcharon hacia el ejército polaco, uniéndose a los destacamentos campesinos rebeldes de Maksym Kryvonís, Iván Nechay, Stanislav Pávlovich Morozenko, Lisenko y otros. El ejército cosaco-campesino estaba ubicado cerca de la ciudad de Pýliavtsi (hoy Pýliava en la óblast de Jmelnitski), a orillas del río Pýliavka, en un lugar remoto, entre los pantanos. El ejército de Jmelnitski tenía una ventaja cuantitativa: entre 50 y 70 mil personas, un poco más tarde llegó la caballería tártara.
La batalla tuvo lugar entre 11 y 13 (21 al 23) de septiembre de 1648. El ejército de Jmelnitski capturó 92 cañones y un enorme convoy de 100 mil carros con diversos suministros, incluidos suministros militares: el valor de los trofeos se estimó en una enorme cantidad de entre 7 y 10 millones de oro. La derrota fue una de las páginas más tristes de la historia militar de la República de las Dos Naciones.
Jmelnitski ocupó Starokostiantýniv y luego Zbárazh. La mayor parte del botín y de los prisioneros, sin embargo, fueron a parar a los tártaros. En este sentido, había muchas personas descontentas en el ejército de Jmelnitski. La incidencia y el alcance de los robos a civiles locales han aumentado.

### Asedio de Lviv
A finales de septiembre, los polacos que huyeron de Pýliavtsi acudieron en masa a Lviv, donde, en 29 de septiembre, Jeremi Wiśniowiecki fue elegido como como diputado hetman y Mikołaj Ostroróg como su adjunto. Quedaron 4.400 personas para defender la ciudad, el resto (13.500 personas) la abandonaron. En el menor tiempo posible, los habitantes pudieron recaudar importantes fondos para proteger la ciudad: 900 mil zlotys y una gran cantidad de joyas.
La ciudad no estaba preparada para un asedio; estaba rodeada por un muro de ladrillos que no había sido renovado durante mucho tiempo y el ruinoso Castillo Alto era de la época de Casimiro III de Polonia, que fue Rey entre 1333 a 1370. En este contexto, cuando las tropas de Jmelnitski se acercaron, con muchas piezas de artillería de acoso, Wiśniowiecki y Ostroróg, junto con soldados y objetos de valor, abandonaron la ciudad hacia Zamość. Entonces, la defensa de la ciudad recayó en el burgomaestre Martin Grosvayer.
El 6 de octubre, los tártaros y unidades individuales atacaron las afueras de la ciudad, y el 8 de octubre llegaron las fuerzas principales de Jmelnitski. El 9 de octubre. comenzaron las batallas por las fortificaciones de la ciudad y al día siguiente el regimiento de Maksym Kryvonís atacó el Castillo Alto, que fue capturado el 15 de octubre.
Jmelnitski no tenía intención de ocupar la ciudad, sino de que forzar al magistrado a pagar una indemnización para el asedio. En este contexto, acordó una suma relativamente pequeña de 220 mil zlotys en dinero y bienes, que fue entregada al campo cosaco el 21 de octubre. Ya el 26 de octubre, su ejército levantó el asedio y se dirigió hacia Zamość. La mayor parte de los tártaros se fue a Crimea, sólo Mirza Tugay Bey y unos 10.000 tártaros permanecieron con el atamán.

### Primera tregua
El 17 de noviembre de 1648, Juan II Casimiro se convirtió en el nuevo Rey de la República de las Dos Naciones. En este momento, el ejército de Jmelnitski mantenía bajo asedio la ciudad fortificada de Zamość. La captura de esta fortaleza abriría el camino a Varsovia. Pero el clima otoñal, las lluvias, el estallido de una epidemia de disentería, la actitud hostil de la población polaca hacia los cosacos y el rico botín de los rebeldes redujeron su ardor, y comenzaron las negociaciones entre los stárostas cosacos y el nuevo Rey. Los cosacos exigieron:
- amnistía general;
- un nuevo registro de 12.000 efectivos del Ejército de Zaporiyia;
- restauración del autogobierno cosaco;
- el derecho de libre acceso al Mar Negro;
- retirada del ejército de cuarzo de los territorios cosacos;
- subordinación de los stárostas en el territorio cosaco a la autoridad del Hetman.

Sin esperar el final de las negociaciones, del 23 al 24 de noviembre, Jmelnitski devolvió a sus tropas a casa. En cuanto a los destacamentos de campesinos rebeldes que operaban en los territorios abandonados por los cosacos, Jmelnitski exigió el fin de todas las guerras y el regreso a la vida pacífica.
El 17 (27) de diciembre de 1648, Jmelnitski entró triunfalmente en Kiev, que lo recibió con campanadas de iglesia, disparos de cañón y multitudes de miles de personas. Los estudiantes de la Academia de Kiev-Mohyla (en) lo saludaron con recitaciones como Moisés, el libertador dado por Dios de la población ortodoxa del cautiverio polaco.

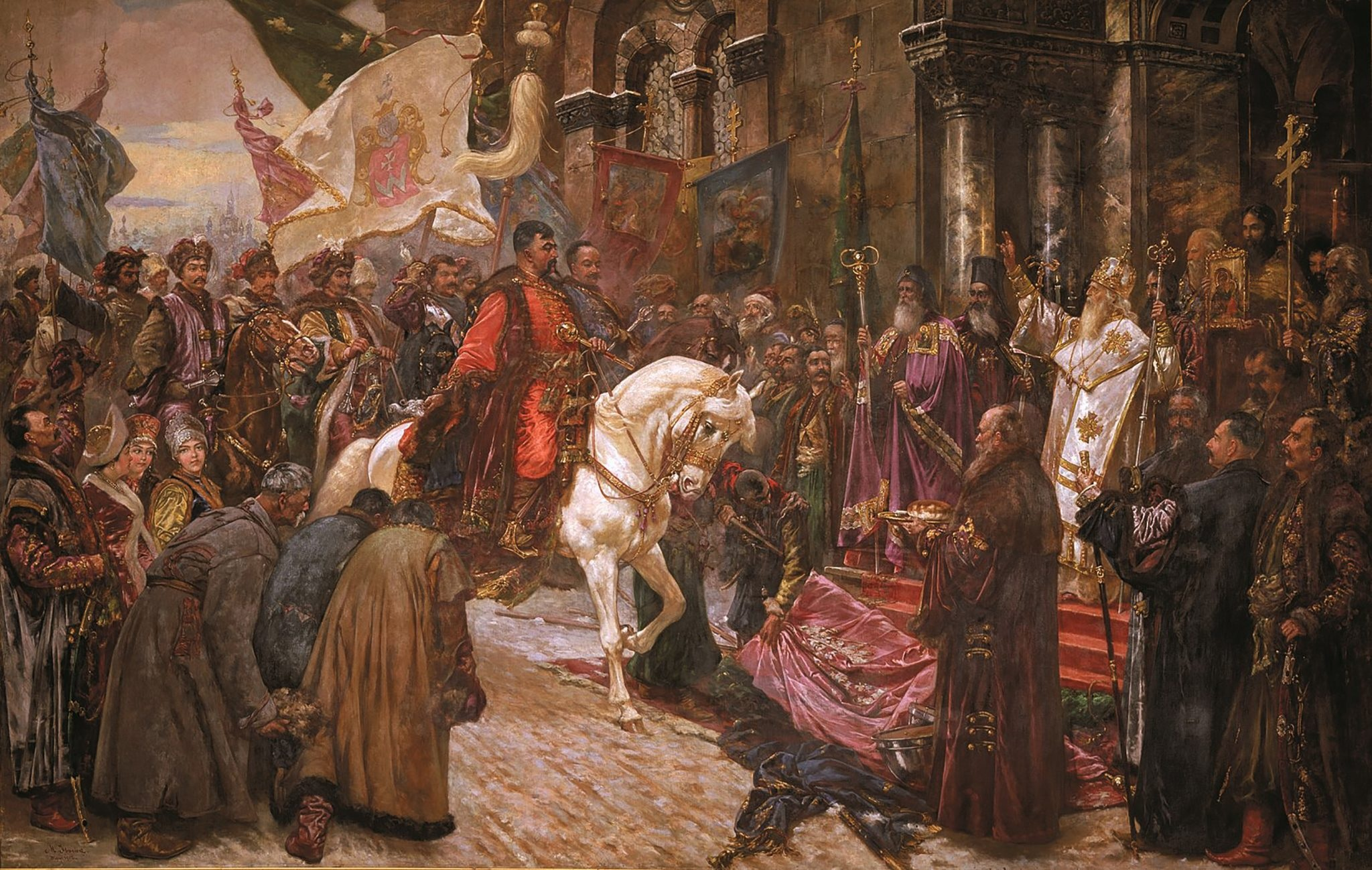
La entrada triunfal de Bogdán Jmelnitski en Kiev por Mykola Ivasiuk.

Fue recibido por el Patriarca de Jerusalén y el Metropolitano de Kiev, Galitzia y toda Rus (en) Sylvester Kosiv (en).
A principios de 1649, las negociaciones que comenzaron en Zamość continuaron en Kiev. El diario de la embajada polaca muestra cómo Jmelnitski rápidamente pasó de ser un partidario de la “autonomía cosaca” en las tierras de la región del Río Dnieper a un liberador del cautiverio polaco de todo el pueblo ucraniano entre Lviv, Chełm y Galitzia.
Las fáciles victorias en Aguas Amarillas y Korsun fortalecieron su influencia. El campesinado se unió a las filas de los rebeldes. Los campesinos y cosacos organizaron salvajes pogromos contra polacos y judíos.
Jmelnytsky también recibió embajadores polacos, encabezados por Adam Kisiel (en). Sin embargo, en aquella época existía una gran aversión a los polacos entre los cosacos, lo que hacía imposible cualquier acuerdo.
La guerra, sin embargo, no se detuvo después de la retirada de Jmelnytsky de Zamość, especialmente en el óblast de Volinia, donde destacamentos individuales ucranianos (corrales) continuaron la lucha partidista contra los polacos.
En enero de 1649, el Sejm polaco se reunió en Cracovia y decidió reunir la milicia.

### Inicio de negociaciones con el Zarato moscovita
En junio de 1648, Jmelnitski envió una carta al Zar Alejo I.
En diciembre de 1648, el Patriarca de Jerusalén se encontraba en Kiev de camino a Moscú y acordó transmitir la carta de Jmelnitski al Zar Alejo I con una solicitud de "aceptar el Ejército de Zaporiyia bajo la mano del alto soberano". El metropolitano Joasaph de Corinto ciñó al atamán con una espada, consagrada en el Santo Sepulcro de Jerusalén.

### Asedio de Zbárazh y Batalla de Zbóriv

Batalla de Zbóriv, un cuadro de Jean-Pierre Norblin de La Gourdaine

En la primavera de 1649, las tropas polacas comenzaron a reunirse en Volinia, entonces Jmelnitski también comenzó a reunir a sus tropas y se formaron 30 regimientos con un número total de entre 120 y 150 mil personas. El ejército se organizó según un nuevo sistema de regimiento, desarrollado por los cosacos durante las campañas del Sich de Zaporiyia.
Jmelnitski partió de Chiguirín, pero avanzó extremadamente lentamente, esperando la llegada de las tropas de İslâm III Giray, entonces, el Kan de Crimea. Así, Jmelnitski y los tártaros se acercaron a Zbárazh, donde sitiaron al ejército polaco. El número de tropas polacas que defendían el Castillo de Zbárazh era de sólo 15 mil personas. Estas tropas estaban dirigidas por los regimientos comandados por: Andrzej Firlej, Stanisław Lyantskoronsky y Mikołaj Ostroróg, pero la defensa real estuvo a cargo del Príncipe Jeremi Wiśniowiecki, padre de Miguel Korybut Wiśniowiecki, el futuro Rey de la República de las Dos Naciones.
Bajo su liderazgo, las tropas polacas, a pesar del hambre y las enfermedades, resistieron con éxito un asedio de 35 días, ganaron 16 batallas y realizaron 75 incursiones contra el enemigo. El propio Rey Juan II Casimiro, al frente de un destacamento de veinte mil hombres, acudió en ayuda de los sitiados.
El Papa envió al rey un estandarte y una espada consagrada en el trono de San Pedro en Roma para el exterminio de los cismáticos, es decir, los ortodoxos. Por otro lado, Jmelnitski conocía la ruta del ejército polaco y preparó emboscadas cerca de Zbóriv.
El 5 de agosto, tuvo lugar una batalla que quedó sin resolver el primer día. Los polacos se retiraron y se cavaron en una zanja. Al día siguiente comenzó una terrible masacre. Los cosacos ya estaban irrumpiendo en el campamento. La captura del Rey parecía inevitable, pero para aislar a Jmelnitski, el Rey polaco autorizó negociaciones con İslâm III Giray, entonces, el Kan de Crimea. Pronto se llegaron a acuerdos: la República de las Dos Naciones aceptó el pastoreo de rebaños tártaros en la tierra de nadie entre los ríos Inhul y Velyka Vys (en). Además, los polacos prometieron 200.000 táleros por la retirada de las tropas a Crimea y 200.000 táleros adicionales por levantar el Asedio del Castillo de Zbárazh.
Se proclamó la amnistía de los rebeldes. A cambio, los nobles polacos recuperaron sus haciendas y los campesinos fueron sometidos de nuevo a la servidumbre. Cada bando, sin embargo, consideró el pacto simplemente una tregua, y trató de reforzar su posición para imponerse al otro.
En la tarde del 19 de agosto, Jmelnitski, al no poder contar ya con el apoyo de los tártaros, aceptó los términos del Tratado de Zbóriv (en). Entre los 17 puntos del acuerdo, cabe destacar los siguientes:
1. La autonomía cosaca cubría tres voivodatos: Kiev, Brátslav y Cherníhiv;
2. La administración de estos voivodatos fue designada entre la nobleza ortodoxa local, además todos los judíos y jesuitas debían ser desalojados de estos voivodatos;
3. Se declaró una amnistía para la nobleza, los campesinos y la gente del pueblo que luchó contra el ejército de la corona;
4. El número de cosacos registrados se incrementó a 40.000 personas; y
5. Se concedió un escaño al Metropolitano de Kiev en el Senado de la República de las Dos Naciones.[26]

Así, el 23 de septiembre se levantó el Asedio del Castillo de Zbárazh.
Sin embargo, la nobleza polaca local y el clero católico romano, que como resultado del tratado perderían su influencia y propiedades, no cumplieron sus términos.  

### Segundo periodo de tregua
En el otoño de 1649, Jmelnitski comenzó a compilar un registro cosaco. Resultó que el número de sus tropas excedía los 40 mil establecidos por el Tratado. Los que no estaban incluidos en el registro se vieron obligados a volver a vivir, no por robo, sino por trabajo. Esto provocó un gran descontento entre los cosacos despedidos.
Los disturbios se intensificaron cuando, según lo dispuesto en el Tratado, los magnates comenzaron a regresar a sus propiedades y a exigir obediencia a los campesinos. Sin embargo, los campesinos se rebelaron contra sus amos y Jmelnitski, siendo fiel al Tratado, amenazó con ejecutar a los campesinos que desobedecieran las órdenes de los señores.
Muchos terratenientes, no creyendo los efectos de las amenazas de Jmelnitski, empezaron a restablecer el orden por su cuenta, a veces castigando cruelmente a los instigadores de la rebelión. En este contexto, Jmelnitski, basándose en las quejas de los terratenientes, ahorcó y empaló a los responsables y, en general, trató de no violar el Tratado.
Mientras tanto, por parte polaca, el Tratado de Zbóriv no siempre se aplicó plenamente. Cuando Sylvester Kossov, el Obispo Metropolitano de Kiev, fue a Varsovia para participar en las reuniones del Sejm, el clero católico comenzó a protestar contra su participación y él se vio obligado a abandonar Varsovia.
Además:
1. los líderes militares polacos no dudaron en cruzar la línea más allá de la cual comenzaba el territorio controlado por Jmelnitski. Pototsky, por ejemplo, que recientemente había sido liberado del cautiverio tártaro, se instaló en Podolia y comenzó a exterminar a los grupos rebeldes (los llamados “Leventsy”);
2. en noviembre de 1650, cuando los embajadores cosacos llegaron a Varsovia y exigieron la abolición de la Unión de Brest en todos los voivodados bajo su control y la prohibición de que los magnates cometieran violencia contra los campesinos, estas demandas provocaron una tormenta en el Sejm. A pesar de todos los esfuerzos del rey, el Tratado de Zbóriv no fue aprobado; la nobleza decidió continuar la guerra contra la autonomía cosaca.

### Batalla de Berestechko

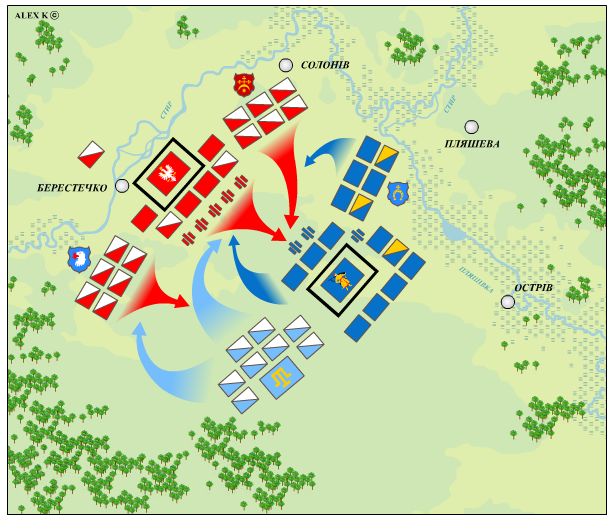
Esquema de la etapa inicial de la batalla.

Tuvo lugar del 18 (28) al 30 de junio (10 de julio) de 1651 cerca de la aldea de Berestechko en el Óblast de Volinia.
A finales del verano de 1650, Mikołaj Potocki regresó del cautiverio tártaro (habían sido capturados en mayo de 1648, durante la Batalla de Korsun), y comenzó a abogar por una guerra contra los cosacos hasta que "toda la tierra se ponga roja de sangre cosaca". En diciembre, el Sejm aprobó una movilización general de la nobleza (pospolitoe ruina) para 1651.
En febrero de 1651, las acciones hostiles comenzaron por ambos lados en Podolia. Sylvester Kossov, el Metropolitano de Kiev, que provenía de la clase noble, estaba en contra de la guerra, pero Joasaph de Corinto, el Metropolitano que venía de Grecia, animó al Hetman Jmelnitski a la guerra y lo ciñó con una espada consagrada en el Santo Sepulcro de Jerusalén. El Patriarca de Constantinopla también envió una carta aprobando la guerra contra los enemigos de la ortodoxia. Los monjes del Monte Athos que caminaron por las tierras ucranianas contribuyeron en gran medida al levantamiento de los cosacos.
La posición de Jmelnitski era bastante difícil. Su popularidad ha caído significativamente. La gente estaba descontenta con la alianza del hetman con los tártaros, ya que no confiaban en estos últimos y sufrían mucho por su propia voluntad. Mientras tanto, Jmelnitski no consideró posible prescindir de la ayuda de los tártaros. Envió al coronel Zhdanovich a Constantinopla y se ganó al sultán, quien ordenó al Khan de Crimea que ayudara a Jmelnitski con todas sus fuerzas como vasallo del Imperio Otomano. Los tártaros obedecieron, pero esta ayuda, si no voluntaria, no podía ser duradera.
En la primavera de 1651, Jmelnitski se mudó a Zbárazh y permaneció allí durante mucho tiempo, esperando al Khan de Crimea y dando así a los polacos la oportunidad de reunir fuerzas. Sólo el 8 de junio el Khan se unió a los cosacos. Jmelnitski tenía alrededor de 100 mil personas (40-50 mil cosacos y el resto, milicias). La caballería tártara alcanzó los 30.000 o 40.000. El ejército de la corona tenía 40.000 soldados del ejército regular, 40.000 zholners y 40.000 milicianos de la nobleza (rushenie). Los ejércitos se concentraron cerca de la ciudad de Berestechko (Óblast de Volinia).
El 20 de junio de 1651, Los polacos iniciaron la Batalla. Al comienzo del tercer día de combates el caballo del Khan de Crimea fue asesinado por una bala de cañón y los tártaros se retiraron de la Batalla. Jmelnitski corrió tras el khan para convencerlo de que regresara. El Khan no sólo no regresó, sino que también detuvo a Jmelnitski y Iván Vihovski.
En lugar de Jmelnitski, el coronel Filón Dzhejaliy fue nombrado jefe de los cosacos. Dzhejaliy luchó contra los polacos durante algún tiempo, pero, al ver que el ejército se encontraba en extremas dificultades, decidió entablar negociaciones sobre una tregua. El Rey Juan II Casimiro exigió la extradición de Jmelnitski e Vygovsky y la entrega de artillería. Pero los cosacos se negaron a cumplir estas demandas.
Los cosacos despidieron a Filón Dzhejaliy y entregaron el liderazgo a Ivan Bohun, el Coronel de Vínnitsa. En ese momento, el campamento cosaco estaba ubicado cerca del Río Plyasheva, así, por tres lados estaba fortificado con trincheras, y por el cuarto adyacente a un pantano intransitable, a través del cual se construyeron puentes con material de desecho, a través de los cuales el ejército recibió agua y provisiones, y los cosacos también llevaron caballos al otro lado para pastar y enterrar allí a los muertos.
Los cosacos resistieron al asedio durante diez días, hasta que los polacos se enteraron de los puentes que cruzaban el pantano y la caballería polaca de Koniecpolski cruzó el río río abajo para aislar al ejército cosaco.
Por otro lado, Iván Bogun, cuando se enteró de esto, se llevó consigo a 2 mil cosacos y en la noche del 29 de junio cruzó al otro lado para expulsarlos.
Bohun dejó tanto los cañones como los kleynods del hetman (incluido el sello) en el campamento y no tenía intención de retirarse ni de huir. Sin embargo, muchos cosacos empezaron a creer que Bogun había huido y se produjo el pánico en el campamento. La multitud corrió desordenadamente hacia las presas, que no pudieron soportar y mucha gente murió en el atolladero.
Para los polacos, este pánico fue inesperado y al principio tuvieron miedo de atacar el campamento. Al darse cuenta de lo que estaba sucediendo, los polacos se apresuraron al campamento cosaco y comenzaron a exterminar a los que no lograron escapar y ahogarse en el pantano. El ejército polaco no pudo aprovechar plenamente la victoria: muchos nobles polacos se negaron a perseguir a los cosacos por temor a una emboscada.
Algunos nobles que no tenían propiedades en Ucrania abandonaron el ejército sin permiso y no fueron castigados, creando un precedente en la historia de la República de las Dos Naciones. Sin embargo, sólo una pequeña parte de las tropas se trasladó a Ucrania, devastando todo a su paso y dando rienda suelta al sentimiento de venganza.
A finales de julio, Jmelnitski, después de haber pasado aproximadamente un mes en cautiverio del Khan de Crimea, llegó a la ciudad de Pavoloch. Aquí los coroneles con los restos de sus destacamentos comenzaron a converger hacia él. Todos estaban abatidos. El pueblo trataba a Jmelnitski con extrema desconfianza y lo culpaba de la derrota en Berestetsky. Por otro lado, la confusión en el ejército polaco tras la victoria permitió a Jmelnitski detener el avance de los polacos cerca de Bila Tserkva y vengarse plenamente de la derrota en mayo del año siguiente, en la Batalla de Batog.
En ese mismo momento, Jmelnitski tuvo que pasar por un difícil drama familiar. Su esposa Motrona (Gelena Chaplinskaya) era sospechosa de adulterio (se descubrió una escasez en el tesoro y el tesorero fue acusado de conspirar con Gelena), y Timosh, el hijo del hetman, que no amaba a su madrastra, ordenó su ahorcamiento junto con su posible amante, sin una orden del Hetman.
Como resultado, Jmelnitsky se vio obligado a aceptar un tratado de paz firmado, el 18 (28) de septiembre  de 1651, cerca de Bila Tserkva (Tratado de Bila Tserkva), que redujo el número de tropas registradas 20.000 y el territorio cosaco se limitó al Voivodato de Kiev. 

### Batalla de Batog

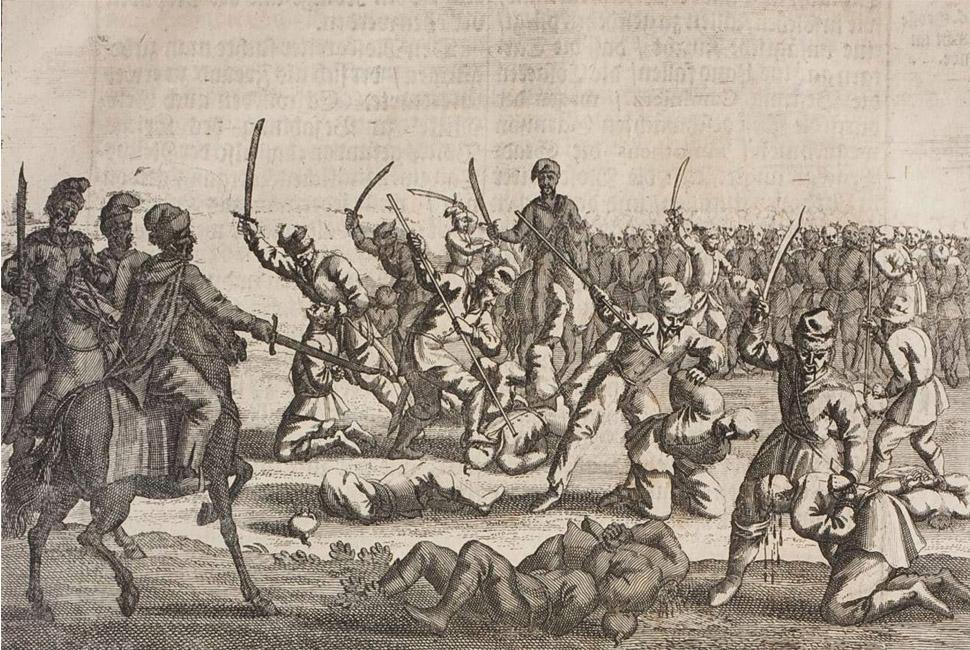
Ejecución masiva de prisioneros polacos después de la batalla.

Tuvo lugar entre el 1 y el 2 de junio de 1652.
Magnates y nobles polacos comenzaron a regresar a la región del Río Dnieper, restaurando el sistema de siervos feudales. En respuesta, estallaron nuevos levantamientos campesinos, dirigidos por Stepan Danilovich Pobodailo, en las regiones de Chernígov y Poltava.
En mayo de 1652 estallaron levantamientos en las regiones de Kiev y Brátslav. La guarnición de la nobleza polaca, encabezada por el gobernador Adán Kisel, se vio obligada a abandonar Kiev. Protestaron los cosacos, descontentos con la composición del registro reducido, la mayoría de los cuales debían volver a la sujeción a los amos. La República de las Dos Naciones intentó liquidar la Autonomía cosaca y restaurar el régimen colonial anterior en sus tierras. 
A finales de abril de 1652, se celebró en Chiguirín un consejo secreto del hetman con el capataz, en el que se decidió prepararse para una acción militar contra Polonia. Por acuerdo preliminar, el Kan de Crimea envió tropas tártaras a Jmelnitski. El motivo del estallido de las hostilidades fue la violación de un tratado entre la Sich de Zaporiyia y el Principado de Moldavia, que preveía la celebración de un matrimonio dinástico entre Timoféi Jmelnitski, uno de los hijos de Bogdán Jmelnitski, y Rozanda Lupu, la hija de Vasile Lupu, el Kniaz de Moldavia.
Al enterarse de los planes para una campaña cosaca en Moldavia, el gobierno polaco envió un ejército dirigido por Martin Kalinowski para luchar contra los cosacos. Entonces, Kalinowski reunió a sus tropas, un ejército de 20.000 hombres (6.000 de caballería, 4,5 mil de infantería y sirvientes armados), en el que había muchos mercenarios extranjeros, en un campamento cerca del Monte Batog, frente a la costa del Río Bug Meridional, en un valle cerca de la ciudad de Ladyzhyn, en el camino de Timoféi Jmelnitski. Así, había el Río Bug Meridional frente al campamento, bosques y pantanos en los flancos y el Monte Batog detrás.
El 22 de mayo (1 de junio), las tropas cosacas y los destacamentos tártaros de Crimea cruzaron el Río Bug Meridional y se acercaron silenciosamente al campamento polaco en la zona del Monte Batog entre los ríos Bug y Sob. Un regimiento tártaro avanzado se acercó al campamento desde el noroeste y la caballería polaca fue la primera en atacar a los tártaros. Los polacos expulsaron a los tártaros del campo; luego se acercaron grandes fuerzas tártaras y obligaron a los polacos a retirarse a sus posiciones. Las acciones de la caballería continuaron durante todo el día y cesaron sólo con la llegada de la oscuridad.
Durante la noche, los cosacos lograron rodear estrechamente el campamento enemigo por todos lados. Al mismo tiempo, los líderes militares polacos celebraron un consejo militar. La presencia de los tártaros indicó el acercamiento de las fuerzas principales de Bogdan Jmelnitsky. En tales condiciones, el general Zygmunt Przyemski, el comandante de artillería, sugirió que la caballería se retirara a Kamianets-Podilski al amparo de la infantería, pero Kalinowski rechazó su propuesta, temiendo el disgusto del Rey Juan II Casimiro y decidió defenderse aquí con todas sus fuerzas. Las fuerzas principales del Ejército de Zaporiyia se acercaron desde el oeste y, en la mañana del 23 de mayo (2 de junio), comenzó un asalto general al campamento polaco.
La caballería tártara atacó desde el sur. El ejército cosaco, después de muchas horas de tenaz batalla, venció la resistencia del enemigo e irrumpió en su campamento. Conociendo los resultados del encuentro nocturno, muchos polacos creyeron que Kalinowski les había privado de la posibilidad de salvación. La moral de la caballería cayó increíblemente. Habiendo rechazado el primer ataque de los tártaros, la mayoría de los húsares aprovecharon el espacio que se les proporcionó para escapar del cerco. Al darse cuenta de esto, Martin Kalinowski ordenó a los soldados de infantería alemanes que abrieran fuego contra los fugitivos. La caballería cosaca y tártara persiguió a los fugitivos, los destruyó o los capturó. Hubo una batalla por todos lados, que continuó después del anochecer. En la oscuridad, los polacos perdieron completamente la orientación y ya no sabían quién atacaba y desde dónde. Timofey Jmelnitsky ordenó que se prendieran fuego a pajares para iluminar el campo de batalla.
Habiendo capturado el centro del campamento, los cosacos lanzaron un ataque contra los reductos, donde estaban atrincherados los mercenarios alemanes y los capturaron antes del atardecer. Los polacos lograron resistir más tiempo, pero después de que los cosacos de Iván Bohun rompieran sus defensas, el resultado de la batalla quedó decidido.
El ejército de la República de las Dos Naciones fue derrotado y el propio Martin Kalinowski murió junto con su hijo Samuel Jerzy. También murieron el comandante de la infantería alemana, Sigmund Przyemski; Marek Sobieski, hermano del futuro Rey Juan III Sobieski, y otros nobles. Polonia perdió 8.000 soldados de élite, la mayoría de los cuales murieron durante la ejecución masiva de prisioneros que siguió a la batalla. No más de 1.500 jinetes polacos lograron escapar del pogromo. Se desconocen las pérdidas exactas de cosacos y tártaros; es poco probable que hayan sido más de mil.
Después del final de la batalla, Bogdan Jmelnitsky compró a todos los polacos capturados del Sultán Nureddin por 50 000 táleros y ordenó que los mataran, explicando este acto como una venganza por las muertes em la Batalla de Berestetsky. El 3 y 4 de junio, los cosacos mataron entre 5 y 8 mil prisioneros (soldados y sirvientes), a pesar de la protesta de los tártaros y parte de los ancianos cosacos.
La victoria de Batog anuló de hecho el Tratado de Bila Tserkva (1651) lo que provocó la retirada de varias unidades y guarniciones polacas, que avanzaron hacia el territorio de la autonomía cosaca, la frontera volvió a correr a lo largo del Río Sluch, como estaba bajo los términos del Tratado de Zbóriv (1649). La victoria cosaca provocó un levantamiento masivo en todo el suroeste de Rusia contra la nobleza y la reanudación del trabajo de las autoridades independientes.
Según algunos informes, Bogdan Jmelnitsky tenía la intención de desarrollar una ofensiva en dirección occidental, pero la epidemia de peste que asolaba Galitzia y Volinia en ese momento no lo permitió. La siguiente acción de Jmelnitsky fue el asedio de la fortaleza Kamianets-Podilski, lo que obligó a Vasily Lupu a cumplir cumplir el tratado que preveía el matrimonio entre Timofey Jmelnitsky y Rozanda Lupu, que se concluyó en Iași el 21 (31) de agosto de 1652. Así, la alianza polaco-moldava se rompió y Moldavia se convirtió en aliada de los cosacos de Zaporiyia.

### Hambruna, epidemias, ejecuciones
A principios de la década de 1650, la población de Ucrania se hizo menor que a finales del siglo XVI. Las regiones de Brátslav, Volinia y Galitzia perdieron entre el 40 y el 50% de su población. La mayoría de la población ortodoxa huyó al Moldavia y al Zarato moscovita. Fue en esta época cuando se poblaron las afueras del Zarato moscovita en la margen izquierda del Dnieper y que más tarde pasó a ser conocida como Ucrania Libre.
Jmelnitski intentó, sin éxito, retrasar estas reubicaciones. Muchos fueron capturados y vendidos como esclavos por los crimeos. A finales de 1648, el número de prisioneros era tan grande que los precios cayeron de manera inaudita: los tártaros cambiaban a un noble por un caballo y a un judío por una pizca de tabaco.
La hambruna se apoderó de la anteriormente próspera Ucrania. En el verano, Moscú abolió los derechos de aduana sobre la importación de cereales a Ucrania (al tiempo que adoptó una actitud de esperar y ver qué pasaba, sin interferir en la guerra), y el sultán turco eliminó los derechos sobre el comercio en los puertos otomanos. Sin embargo, los precios del pan subieron tan rápidamente que pronto la población no tuvo nada que pagar. Comenzaron las epidemias. El famoso coronel Maksym Kryvonís murió a causa de uno de ellos (peste). Según una crónica de la época: en 1650, desde el río Dniéster hasta el río Dniéper: "la gente cae, yace como leña" y "no hubo piedad entre la gente".
Se desarrolló una espiral de odio. La nobleza afirmó que los disturbios comenzaron debido al odio feroz hacia los católicos, los polacos, el gobierno polaco, la fe católica misma y las personas de origen noble. Los rebeldes se pronunciaron de manera similar: mataron por odio al cautiverio, por la incapacidad de soportar más el dominio polaco, por venganza por la profanación de la fe ortodoxa de la piadosa Rusia.
La marcha punitiva del destacamento de 8.000 hombres de Jeremi Wiśniowiecki a través de Polesia y la Margen Izquierda añadió más leña al fuego. Los polacos empalaron a los ucranianos rebeldes, las plazas locales fueron llenadas de horcas, cortaron brazos, piernas, cabezas y arrancaron los ojos a cualquiera sospechoso de simpatizar con los cosacos. El príncipe creía que ésta era la única manera de lograr que la vil multitud obedeciera. Pero la acción siempre es igual a la reacción. Los rebeldes masacraron a sus esposas e hijos, destruyeron las propiedades de la nobleza, quemaron iglesias, masacraron a sacerdotes, castillos y patios judíos... “Es raro que alguien no se haya mojado las manos en esa sangre”.

### Batalla de Zhvanets
A principios de 1653, las tropas polacas realizaron varios ataques en el territorio controlado por los cosacos, llegando hasta Chernóbil, Pavóloch y Brátslav. En marzo de 1653, un ejército de 8.000 hombres liderado por Esteban Czarniecki y Sebastian Makhovsky capturó las regiones orientales de la Región de Brátslav, pero en la batalla cerca de Monastyrische (Óblast de Cherkasy), Iván Bohun logró detener a los polacos.
Por otro lado, Jorge Rákóczi II, el gobernante de Transilvania, que soñaba con el trono de Polonia, decidió poner a su aliado, el boyardo George Stefan el trono en el trono del Principado de Moldavia. Entonces, en 1653 entró con sus tropas en Moldavia y destronó a Vasili Lupu, que huyó a Kamianets-Podilski, donde pidió ayuda a Bogdan Jmelnitski y, en abril, cosacos y tártaros bajo el liderazgo de Timofey Jmelnitski, el hijo de Bogdan y yerno de Lupu, entraron en las tierras de Moldavia para devolver el trono a Lupu.
Después de cruzar el Río Prut, las tropas dirigidas por Timofey derrotaron el ejército valaco-transilvano y Timofey puso un pie en Iași, entonces la capital del Principado de Moldavia. George Stefan huyó a Valaquia y Vasile Lupu comenzó su segundo reinado. Esto duró sólo unos meses, ya que el nuevo gobernante decidió utilizar el ejército cosaco-tártaro a su disposición para lanzar una expedición para capturar a George Stefan.
Entonces, el ejército de Vasile Lupu salió victorioso en una serie de batallas en Tecuci, en Focşani y en el Río Telezhina, poniendo en fuga a las tropas de montaña enviadas por Matei Basarab para apoyar a Stefan. Sin embargo, Matei Basarab, apoyado por mercenarios de Transilvania, Serbia y Polonia, derrotó a Vasile Lupu en una batalla cerca del pueblo de Finta. Tras esta derrota, las tropas de George Stefan obtuvieron victorias contra los cosacos y los partidarios moldavos de Vasile Lupu, que fueron cercados en la ciudad de Suceava.
El 22 de agosto, Stefan llega bajo las murallas de Suceava y comienza el asedio. Con el tiempo, la situación de los sitiados se volvió cada vez más difícil; el intento de fuga de Timofey, del 10 al 12 de septiembre, fracasó. Además, fue herido en la pierna por la metralla de la explosión de una bala de cañón y murió de gangrena. Habiendo perdido la esperanza de resistir hasta que llegaran refuerzos de Ucrania, como resultado del agotamiento de los recursos de la ciudadela, el 9 de octubre los sitiadores entregaron la fortaleza al nuevo gobernante, George Stefan. Sin embargo, el ejército cosaco abandonó la fortaleza bajo condiciones de rendición honorable.
Tras el fin del asedio, George Stefan, Matei Basarab y Jorge Rákóczi II aceleraron las negociaciones con Polonia sobre una acción conjunta contra Bohdan Jmelnitski. Además, la muerte de Timofey significó la interrupción de los planes dinásticos de Bogdan Jmelnitski. 
Ya antes de la caída de Suceava, Juan II Casimiro, el Rey de la República de las Dos Naciones, colocó su ejército en las trincheras cerca de Kamianets-Podilski y esperó noticias de la caída de Suceava, tras lo cual pretendía unir a sus aliados valacos y húngaros. De Kamenets pasó la ciudade de Bar (Óblast de Vínnitsa).
Sin embargo, habiendo recibido noticias sobre la conexión del Khan de Crimea con Jmelnitski, el Rey convocó un consejo militar, en el que se decidió retirarse al área de Zhvanets (Óblast de Jmelnitski), formar un convoy allí y esperar el acercamiento de las tropas húngaras y valacas. El 28 de marzo, bajo la ciudad y el castillo, entre los ríos Dniéster y Zhvanchik, el ejército polaco formó un campamento fortificado con fosos y murallas. Se construyó un puente sobre el Río Dniéster para recibir alimentos de Bucovina. El número del ejército real llegó a 50 mil personas. Mientras tanto, se concluyó una tregua cerca de Suceava después de un asedio de dos meses. Las grandes pérdidas y la disipación de ilusiones entre los gobernadores valacos y húngaros llevaron al hecho de que sólo 3.000 soldados fueron enviados a disposición de Juan Casimiro.
Entonces, a finales de octubre, formaciones cosacas y tártaras, dirigidas por Jmelnitski, bloquearon al ejército polaco cerca de Zhvanets. Las ciudades circundantes de Podolia fueron ocupadas y, en los alrededores, fueron derrotados algunos destacamentos polacos. Además, destacamentos cosacos invadieron profundamente las regiones de Galitzia y Volinia. El asedio duró más de dos meses, razón por la cual comenzó la hambruna y estallaron epidemias en el campo polaco.
Ante la situación desesperada de Juan Casimiro, İslâm III Giray, el Khan de Crimea, decidió evitar su derrota total. Al mismo tiempo, llegó la noticia de la decisión del Zemski Sobor de aceptar al Ejército de Zaporiyia como vasallo del Zarato moscovita y de la disposición del Zarato de iniciar una guerra contra la República de las Dos Naciones.
En tales circunstancias, la República de las Dos Naciones y el Kanato de Crimea sintieron la necesidad de una reconciliación ante la amenaza rusa. Entonces comenzaron las negociaciones a finales de noviembre, que terminaron a principios de diciembre  con la firma de un acuerdo según el cual se canceló el Tratado de Bila Tserkva y se restableció el Tratado de Zbóriv. A cambio, Juan Casimiro accedió a pagar 100.000 monedas de oro al Kan de Crimea y, basándose en un acuerdo secreto, permitió que saquearan a la población ucraniana de Volinia.
Tras esto, Jmelnytsky, traicionado por su aliado de Crimea, se dirigió a Pereyáslav, donde, el 08 (18) de enero de 1654, se celebró el Tratado de Pereyáslav, según el cual el Zar Alejo I de Rusia protegería a los cosacos dirigidos por Jmelnytsky, que fue el estallido de la guerra ruso-polaca de 1654-1667.

### Otras Batallas
En octubre de 1653, los rusos por fin se decidieron a apoyar a Jmelnitski, que ya había entablado infructuosas negociaciones con ellos en 1648. El Zemski Sobor aprobó el ingreso de las tierras ucranianas en el Zarato, si bien como unidad autónoma. El Tratado de Pereyáslav del 18 de enero de 1654 plasmó el acuerdo: Jmelnitski y luego otros ciento veintisiete mil cosacos en ciento diecisiete localidades juraron fidelidad al zar ruso, que se comprometía a respetar la autonomía del territorio del Hetmanato cosaco. Las ciudades seguirían pudiendo elegir a sus funcionarios y cobrar los impuestos, que los rusos podían supervisar pero no cambiar. Los rusos se comprometían también a enviar guarniciones a algunos puntos estratégicos y a subvencionar a la horda, que contaba oficialmente con sesenta mil soldados. La nueva alianza desencadenó una nueva serie de combates en la región: los polacos invadieron Ucrania y los cosacos y rusos invadieron Bielorrusia, en donde el 24 de agosto de 1655 derrotaron a los lituanos en la batalla de Szepielewicze. Los tártaros aprovecharon el cruento conflicto para saquear el territorio y hacer cautivos.
Cuando el zar Alejo se arrogó el título de «zar de Bielorrusia», Jmelnitski trató de romper la alianza con los rusos y recuperar la independencia, coligándose con suecos, transilvanos y prusianos, en vano. La cooperación con los rusos fue cada vez menor, y las disputas entre cosacos y rusos aumentaron. Los primeros no estaban de acuerdo con el gobierno ruso de la parte de Bielorrusia que habían arrebatado a Polonia-Lituania y los segundos pusieron en duda el derecho de Jmelnitski de designar a su hijo Yuri heredero sin contar con su beneplácito.
Cuando Bogdán falleció en 1657, sus principales lugartenientes desoyeron sus deseos, apartaron a su hijo y escogieron como hetman a uno de ellos, Iván Vigovski, que el 16 de septiembre de 1658 firmó el tratado de Hadiach con los polaco-lituanos.